# American Conquest
American Conquest è un videogioco di strategia in tempo reale di ambientazione storica, pubblicato da CDV Software Entertainment nel 2002-2003 per Windows. È ambientato in un periodo che parte dalla scoperta dell'America da parte di Cristoforo Colombo e giunge fino alla guerra d'indipendenza americana.

## Modalità di gioco
Il gioco, simile a Cossacks, unisce la strategia militare alla costruzione e manutenzione di un insediamento. Sono presenti varie unità da battaglia come fucilieri, picchieri, moschettieri e molte altre. Sono presenti anche i cannoni, più costosi.
Le risorse base per costruire l'insediamento sono legno, ferro, cibo, oro, pietra e carbone; sono presenti moltissime costruzioni come la casa, dove è possibile creare i contadini che poi potranno essere usati per produrre cibo nel mulino oppure mandarli al forte e farli diventare soldati. I contadini posso anche essere utilizzati per produrre legname mandandoli a tagliare alberi, scavare miniere di ferro, carbone o oro o cave di pietra, o raccogliere cibo dalla caccia, dalla pesca o dai mulini. I contadini possono essere costruite darsene (cioè dei cantieri navali) utili per costruire navi che poi potranno attaccare gli insediamenti nemici dal mare. I contadini sono anche in grado di costruire fortezze per creare soldati. Vi sono due tipi di fortezza: la prima dove si producono i primi tipi di soldati, i più semplici, e la seconda più avanzata dove si possono produrre soldati più potenti. Nelle varie fortezze possono essere creati ufficiali che possono essere utilizzati per creare formazioni e dirigere le truppe. Nella fortezza più avanzata possono essere creati anche i cannoni molto forti contro edifici e fanteria. Il cannone può sparare due tipi di colpi: il proiettile normale, e poi quello con piccole palle di cannone che contro la fanteria sono devastanti.
L'oro nel gioco è fondamentale perché senza esso non potrebbero essere create e mantenute le truppe. Si può guadagnare creando miniere d'oro e mandando contadini ad estrarlo costruendo una miniera sul giacimento. È inoltre da notare che il costo di un edificio di un certo tipo incrementa ogni volta che viene costruito un edificio dello stesso tipo.
Altra novità notevole è il morale: per esempio, un'unità potrebbe cadere nel panico nel caso si trovasse nelle vicinanze di un massacro e quindi potrebbe fuggire dal campo di battaglia. Ufficiali, portastendardo e tamburieri possono creare formazioni per le unità ed aumentarne il morale.
La campagna racconta le varie storie sia dal punto di vista degli Spagnoli, degli Inglesi e dei Francesi, sia da quello delle tribù native americane.

## Fazioni
- Spagnoli
- Maya
- Stati Uniti
- Delaware
- Inglesi
- Irochesi
- Inca
- Aztechi
- Uroni
- Pueblo
- Sioux
- Francesi

L'espansione Fight Back ne aggiunge altre 5:
- Tedeschi
- Russi
- Haida
- Portoghesi
- Olandesi

L'espansione Divided Nation rimpiazza tutte queste fazioni con queste altre:
- Unione Americana
- Confederazione Americana
- Texas
- Messicani

## American Conquest: Anthology
American Conquest: Anthology è una raccolta per PC sviluppata da GSC Game World nel 2007 e distribuito in Italia e Spagna da FX Interactive. L'edizione FX comprende il gioco originale e l'espansione Fight Back ma non Divided Nations, compresa invece nell'edizione europea distribuita da CDV. Il gioco presenta cinque storie (la Scoperta, le Civiltà precolombiane, le Potenze Europee, la conquista dell'Ovest e la Guerra d'indipendenza), e numerosi personaggi storici come Cristoforo Colombo, Cortès, Montezuma, George Washington e molti altri.

## Accoglienza
| Testata                            | Giudizio |
| ---------------------------------- | -------- |
| GameRankings (media al 30-01-2020) | 76.22%   |
| Metacritic (media al 30-01-2020)   | 76/100   |
| Eurogamer                          | 9/10     |
| Gamespot                           | 8.4/10   |
| IGN                                | 8.2/10   |

Nel Regno Unito, American Conquest ha venduto almeno 20 000 copie nella prima metà del 2003.